# Home (Mr. Children)
Home è il dodicesimo album del gruppo musicale giapponese Mr. Children pubblicato il 14 marzo 2007. L'album è arrivato alla prima posizione della classifica Oricon ed ha venduto 1 207 417 copie.

## Tracce
1. Sakebi Inori (叫び 祈り?, Cry, Prayer)– 1:06
2. Wake me up! – 5:52
3. Irodori (彩り?, Color) – 5:25
4. Houkiboshi (箒星?, Comet) – 5:12
5. Another Story – 5:19
6. Piano Man – 4:45
7. Motto (もっと?, More) – 4:48
8. Yawarakai Kaze (やわらかい風?, Soft Wind) – 4:29
9. Fake (フェイク?) – 4:56
10. Pocket Castanet (ポケット カスタネット?, Poketto Kasutanetto) – 5:51
11. Sunrise – 6:35
12. Shirushi (しるし?, Symbol) – 7:12
13. Toori Ame (通り雨?, Passing Rain) – 5:26
14. Anmari Oboete Naiya (あんまり覚えてないや?) – 5:24